# Pterocarpus hockii
Pterocarpus hockii är en ärtväxtart som beskrevs av De Wild. Pterocarpus hockii ingår i släktet Pterocarpus och familjen ärtväxter. Inga underarter finns listade i Catalogue of Life.